# Vävsedel
Vävsedel uppställning av varierande innehåll för att underlätta uträkning av varp och materialåtgång för vävning.
Vanligt förekommande uppgifter på vävsedeln är uppgifter om väv, varp och inslag. Sked och trädning, varptäthet, stad, inslagstäthet, färdigbredd, skedbredd och trådantal. Sådant som påverkar varpens längd är vävlängd, prov, fållar, krympning, beredningsfästen, montering, vävlängd invävning, fransar, efsingar, framknytning, varpställningsförhållanden.